# Alegria (Cebu)
Alegrìa è una municipalità di quarta classe delle Filippine, situata nella Provincia di Cebu, nella Regione del Visayas Centrale.
Alegrìa è formata da 9 baranggay:
- Compostela
- Guadalupe
- Legazpi
- Lepanto
- Madridejos
- Montpeller
- Poblacion
- Santa Filomena
- Valencia